# 德尔塔 (科罗拉多州)
德尔塔（英語：Delta），是美国科罗拉多州德尔塔县下属的一座城市。建市于1882年10月24日，面积大约为14.024平方英里（36.323平方公里）。根据2010年美国人口普查，该市有人口8,915人。2011年估计该市有人口8,769人，相比2010年人口增长率为-1.64%。同时，论人口该市是科罗拉多州第52大城市。